# Лаленбург
Лаленбург (нем. Lallburg и Lalenburg) — вымышленный город, к которому в немецких народных преданиях относятся смешные рассказы о жителях захолустных городов (аналог Пошехонья в России).
Эти рассказы собраны в книге анонимного автора Das Lalenbuch. Wunderseltsame, abenteuerliche, unerhörte und bisher unbeschriebene Geschichten und Taten der Lalen zu Laleburg, первое издание которой вышло в Страсбурге в 1597 году. В следующем году книга была переиздана под названием Die Schiltbürger, соответственно описывающее жителей не Лаленбурга, а вымышленного города Шильды. В 1603 вышел вариант Grillenvertreiber.